# 索林航空
索林航空（英語：Solinair d.o.o.）是一家以斯洛伐克盧布爾雅那約熱·普奇尼克機場為基地的航空公司，主要代表其它航空公司和物流公司營運貨運包機業務，例如DHL，及提供飛機濕租服務。 

## 歷史
索林航空在1991年成立和營運，在1993年設立了自己的飛行學校Lipican Aer。2008年，土耳其的MNG航空收購了索林航空。2015年，航空公司裁撤了整支機隊，把薩博340退租，而波音737-400F則賣出，原因不詳。同年航空公司改為營運空中客车A300-600RF，第二架A300-600RF在2018年交付。

## 機隊

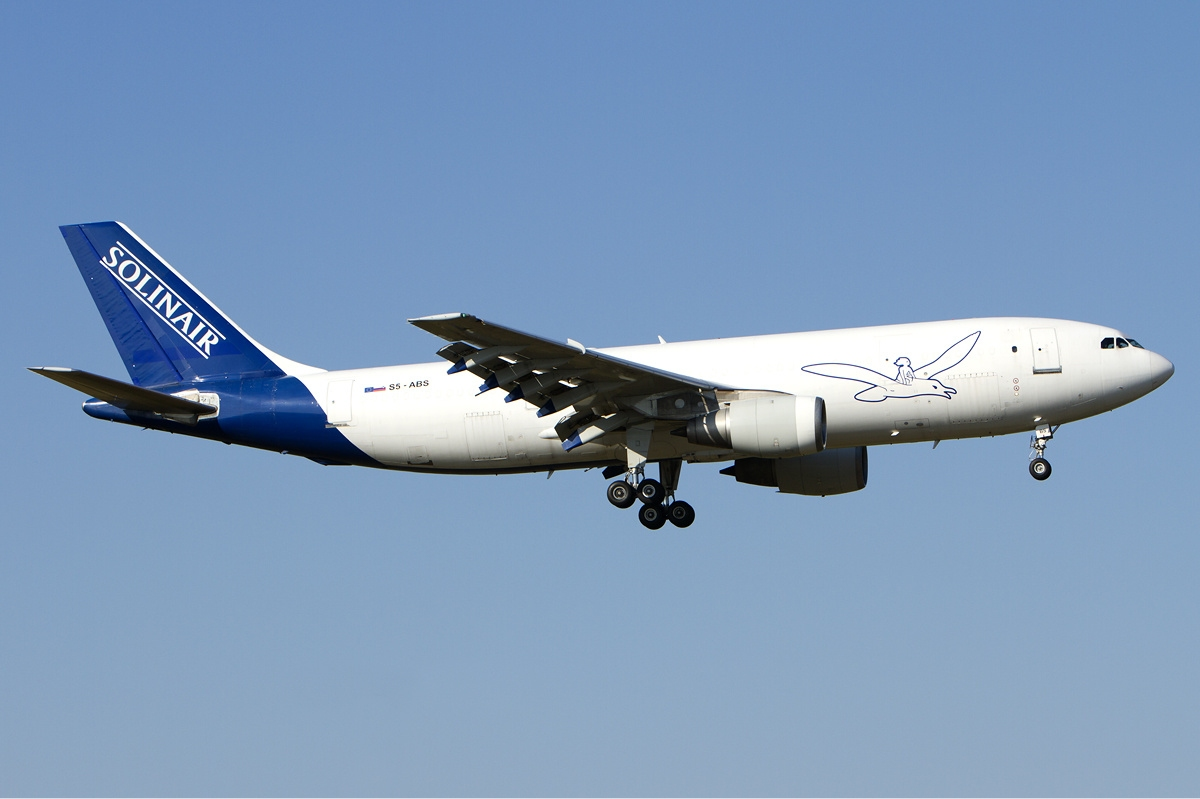
索林航空的空中客车A300B4-200F

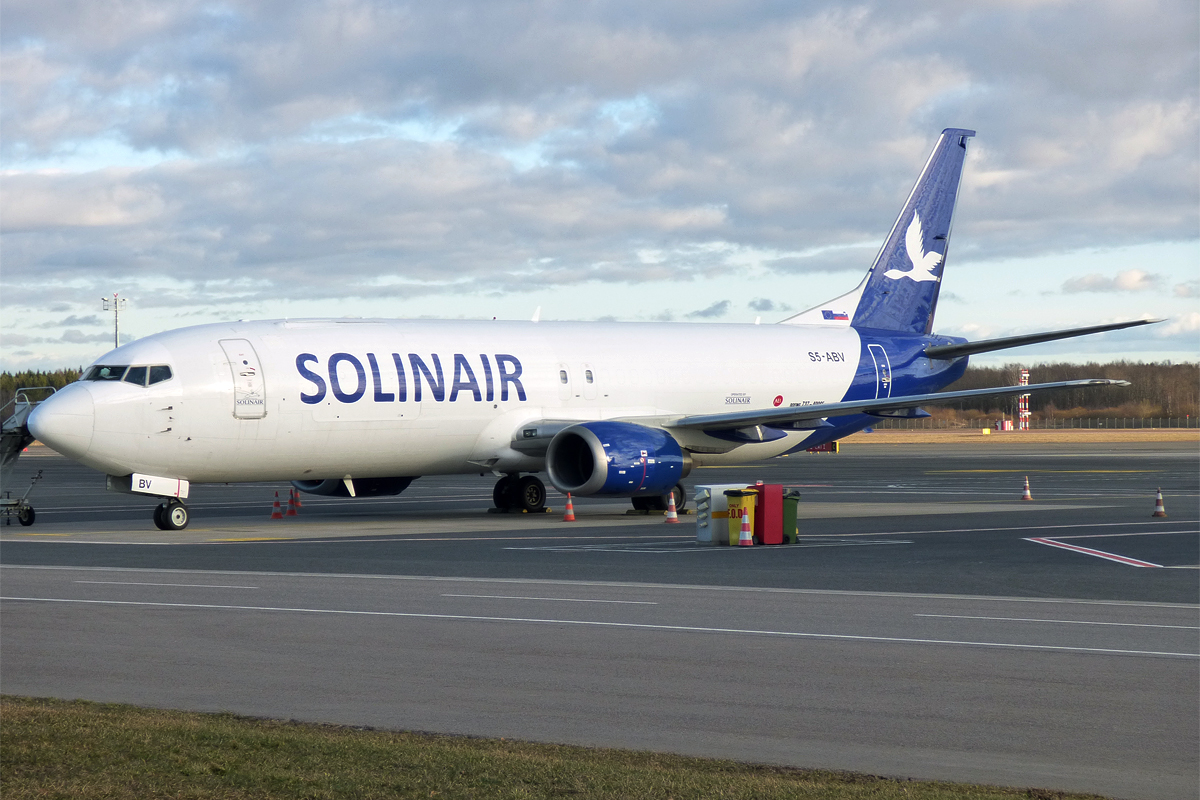
索林航空的波音737-400F

### 現役機隊
截至2024年5月，索林航空的機隊如下：
| 機型               | 服役中 | 訂購中 | 備註 |  |
| ------------------ | ------ | ------ | ---- |  |
| 空中客车A300-600RF | 2      | —      |      |  |
| 總計               | 2      | —      |      |  |

### 歷史機隊
索林航空曾營運以下機型：
- 波音737-400F
- Let L-410
- 薩博340F

## 外部連結
- 官方網站 （页面存档备份，存于）